# Pokój przychodzącemu na świat
Pokój przychodzącemu na świat (oryg. Мир входящему) – radziecki melodramat wojenny z 1961 roku w reżyserii Aleksandra Ałowa i Władimira Naumowa. 

## Fabuła
Początek maja 1945, ostatnie dni wojny. III Rzesza dogorywa, a Armia Czerwona toczy ostatnie boje. Świeżo upieczony absolwent szkoły oficerskiej lejtnant Iwlew po przybyciu na front otrzymuje zadanie dostarczenia na tyły ważnej przesyłki oraz kontuzjowanego żołnierza Jamszczikowa (ogłuchł na skutek wybuchu) i ciężarnej Niemki Barbary do szpitala. Młodemu oficerowi zadanie to zupełnie nie odpowiada – wolałby walczyć z Niemcami nie tracąc ani jednej z ostatnich godzin wojny. Karnie jednak wykonuje rozkaz. Podróż zdezelowaną ciężarówką przez przyfrontową autostradę pełna jest niebezpiecznych sytuacji – wojna się kończy ale naziści ciągle walczą, od niemieckich kul ginie kierowca Rukawicyn, ciężko ranny zostaje Jamszczikow. Jednak wszystko dobrze się kończy – rodząca dociera na czas do szpitala, a narodziny synka w momencie ogłoszenia kapitulacji Niemiec nabierają symbolicznego wymiaru. Wspólny los zbliża do siebie tych, zdawało by się zupełnie odmiennych ludzi – Iwlew zaczyna rozumieć, że wojenna rzeczywistość mało ma wspólnego z tym co wykładano mu w szkole oficerskiej, radziecki kierowca i kontuzjowany żołnierz zaczynają dostrzegać we „wrogu” – brzemiennej Niemce bezradną kobietę. Wszyscy w końcu okazują się być zwykłymi ludźmi.
Jak pisał krytyk: „...odruchowa nienawiść – jakże naturalna i zrozumiała – i poczucie humanitaryzmu ścierają się ze sobą, potęgowane zewnętrznym zagrożeniem. Film opowiada się po stronie człowieczeństwa, które potrafi zatriumfować nad koszmarem wojny.”  

## Obsada aktorska
- Wiktor Awdiuszko – Jamszczikow
- Aleksandr Diemjanienko – Iwlew
- Stanisław Chitrow – Rukawicyn
- Lidija Szaporienko – Niemka Barbara
- Wiera Bokadoro – Francuzka
- Nikołaj Grińko – Amerykanin
- Nikołaj Timofiejew – d-ca batalionu
- Izolda Izwicka – regulująca ruchem
- Andriej Fajt – Serb
- Stiepan Kryłow – p.płk. Czerniajew
- Władimir Marienkow – sierżant

i inni.